# Konrad V. Hebenstreit
Konrad von Hebenstreit, krški škof (kot Konrad III.) in knezoškof v Freisingu (kot Konrad V.), * Slovenske Konjice, † 1412 Škofja Loka.

## Mladost in škofovanje v Krki
Izviral je iz viteške rodbine Hebenstreit , kateri so prebivali na nekdanjem dvorcu Gojka (Hebenstreit), zgrajenem na Prelogah  pri Slovenskih Konjicah in so bili sprva oglejski fevdniki v Slovenj Gradcu.   Po evidencah Dominikanskega samostana v  Brežah na Koroškem sta bila konradova starša Margareta in vitez Andrej Hebenstreit.  Svojo poklicno kariero je začel leta 1386 kot župnik v mestu Bruck an der Mur na Gornjem Štajerskem. Med leti 1387-1388 je študiral na dunajski univerzi. Leta 1402 je bil kot kandidat avstrijskega vojvode imenovan za krškega škofa in sicer ob protikandidatu salzburškega nadškofa, ki je predlagal Gregorja Schenka von Osterwitz. Hkrati je bil, kot tudi njegov predhodnik Janez IV., imenovan za komornika avstrijskega nadvojvode Friderika Habsburškega. 
Škofovsko posvetitev je prejel po nadškofu Gregorju leta 1402 in še istega leta prevzel škofijski sedež v   Štrosburgu. Škof Hebenstreit se je izkazal kot izredno dober gospodar svoje škofije. 

## Knezoškof v Freisingu
Po smrti svojega predstojnika Bertholda von Wehingen, je freisinški stolni kapitel poskušal sam izvoliti svojega škofa, tako so 30. septembra 1410 izvolili Degenharda von Weichs. Vendar je protipapež Janez XXIII. menil, da volitve niso bile potrebne in da zato do posvetitve ne more priti. Tako je bil 23. marca 1411 Konrad von Hebenstreit imenovan za knezoškofa v Freisingu. Degenhard se je mirno odpovedal svojemu naslovu in ostal kanonik v Augsburgu.
Novi knezoškof Konrad V. pa ni nikoli prišel do Freisinga. Po imenovanju se je v vlogi nove škofovske funkcije spomladi 1412 odpravil iz Štrosburga na pot po freisinških posestih na Kranjskem. Najprej je odšel v Škofjo Loko, kjer je na gradu sprejel delegacijo iz Freisinga. Tam ga je ponoči umoril eden od njegovih služabnikov. Kronist Karl Meichelbeck piše: ...tako se je zgodilo, da ga je Konradov sluga, ki je vedel, da ima pri sebi  pet tisoč dukatov, ponoči zabodel v postelji in okrvavljen nož položil v njegovo roko, tako da bi verjeli, da se je škof sam umoril, in ko je denar odnesel, tudi sam razglašal, da je škof naredil samomor….. Ker so mislili, da je naredil samomor,  Konrad ni bil pokopan v posvečeni zemlji, ampak na vrtu škofijskega gradu Škofja Loka. Morilec je 18 let kasneje v Rimu priznal zločin in freisinški škof Nikodemus della Scala ga je leta 1433 dal prekopati, ob slovesni procesiji, v farno cerkev Sv. Jurija v Stari Loki.